# باشال دونوهو
باشال دونوهو (بالأيرلندية: Paschal Donohoe) هو سياسي أيرلندي من مواليد 19 سبتمبر 1974 ينتمي إلى حزب فاين جايل ويشغل منصب وزير الإنفاق العام وتنفيذ خطة التنمية الوطنية والإصلاح منذ ديسمبر 2022 ورئيس مجموعة اليورو منذ يوليو 2020. لقد كان نائب دييل لدائرة دبلن المركزية منذ عام 2011. شغل منصب وزير المالية في أيرلندا من عام 2017 إلى عام 2022، ووزير الإنفاق العام والإصلاح من عام 2016 إلى عام 2020، ووزير النقل والسياحة والرياضة من عام 2014 إلى عام 2016، ووزير الدولة للشؤون الأوروبية من عام 2013 إلى عام 2014. 